# Zec Mars-Moulin
Pour les articles homonymes, voir Mars.
La ZEC Mars-Moulin est une zone d'exploitation contrôlée de 193,5 km2, située dans le territoire non organisé de Lac-Ministuk, dans la municipalité régionale de comté (MRC) Le Fjord-du-Saguenay, dans la région administrative Saguenay–Lac-Saint-Jean, au Québec, au Canada. Les principales activités économiques de la zone sont la foresterie et les activités récréotouristiques.

## Géographie
Située dans la région du Saguenay, la zec Mars-Moulin est à distance de seulement 15 km au sud de La Baie, un secteur de Saguenay (ville). La zec comporte une superficie de 805,10 km². Délimitée à l'ouest et au sud par la réserve faunique des Laurentides. La zec couvre les cantons de Lapointe, Lartigue, Laterrière, Cimon, Ferland et Dubuc.
Le territoire de la zec Mars-Moulin s'avère la porte d’entrée de la réserve faunique des Laurentides. La rivière à Mars, reconnue comme l'une des rivières à saumon de la région, longe une grande partie de la limite Est de la zec, vers La Baie.
Les principaux lacs de la zec sont: des Belles-Filles, Cami, aux Castors, de la Chaine, Côme, Creux, des Culottes, Desgagné, des Éclats, Gatelier, Gilbert, à Gilles, Grand lac Castule, de la Grosse Décharge, de la Grosse Roche, Isaïe, Jerry, Lanz, des Mouches, des Perches, aux Rats Musqués, de la Savane, Travers, à la Tripe, Tremblay, des Uries, Vert et Vénus. Les principales rivières sont: à Mars, du Moulin et Bras sec. Annuellement, la surface des plans d'eau est généralement gelée de novembre à avril.
La Montagne de la Tour, située au centre de la zec, atteint 456 m. Tandis que la Montagne du Four, située à environ 2 km à l'Est du territoire de la zec, atteint 702 m.
Dans la zec, la pratique du quad l’été est l’autre activité fort populaire. L'important réseau de chemins forestiers, praticables en VTT est relié aux sentiers fédérés.
Sur le territoire de la ZEC Mars-Moulin les plans d'eau (93 lacs et plusieurs rivières) couvrent 1 020 hectares (soit 2,5 % du territoire qui compte 404 km²). Le réseau routier de 537 km praticable en VTT est ouvert aux camions sur une grande partie du territoire. En 2014, la zec compte 455 membres, une trentaine de roulottes sur le territoire et 155 baux de villégiature.

## Chasse et pêche
Le territoire est surtout connu pour la qualité de la chasse à l’orignal qu’on y pratique. Situé dans le domaine de la sapinière à bouleau jaune, le territoire offre une qualité d’habitat idéale pour l’orignal et les résultats de nos chasseurs le démontrent bien.
Sur le territoire de la zec, la pêche est contingentée. La pêche de l’omble de fontaine est pratiquée à la mouche sur la rivière à Mars.

## Toponymie
Les rivières à Mars et du Moulin, qui traversent cette zec sont à l'origine du choix du toponyme.
Le toponyme "zec Mars-Moulin" a été inscrit le 5 août 1982 à la Banque des noms de lieux de la Commission de toponymie du Québec.